# Kenkichi Ōshima
Kenkichi Ōshima (jap. 大島鎌吉 Ōshima Kenkichi; ur. 10 listopada 1908 w Kanazawie, prefektura Ishikawa, zm. 30 marca 1985) – japoński lekkoatleta, specjalista trójskoku, brązowy medalista olimpijski z 1932.
Na igrzyskach olimpijskich w 1932 w Los Angeles zdobył brązowy medal w trójskoku. Zwyciężył w tej konkurencji w igrzyskach Dalekiego Wschodu w 1934 w Manili, przed swym rodakiem Masao Haradą.
Na igrzyskach olimpijskich w 1936 w Berlinie zajął w finale 6. miejsce.
Rekord życiowy Ōshimy w trójskoku wynosił 15,63 m (1934).
Ukończył studia na Uniwersytecie Kansai. Pracował jako dziennikarz sportowy w Mainichi Shimbun. Od 1949 był członkiem Japońskiego Komitetu Olimpijskiego. Podczas igrzysk olimpijskich w 1964 w Tokio był głównym trenerem reprezentacji Japonii.